# Kandi II
Kandi II  est un arrondissement situé dans le département de l'Alibori au Bénin. Il est placé sous juridiction administrative de la commune de Kandi.

## Histoire
Kandi II  officiellement un arrondissement le 27 mai 2013 après la délibération et l'adoption par l'assemblée nationale du Bénin en sa séance du 15 février 2013 de la loi n° 2013-05 du 15/02/2013 portant création, organisation, attributions et  fonctionnement des unités administratives  locales en République du Bénin.

## Administration
Kandi II fait partie des dix arrondissements que compte la commune de Kandi. Dans l'arrondissement, on dénombre 07 quartiers ou villages : Banigourou, Zerman-Kouré, Madina, Kossarou, Baobab et Alékparè,.

## Population
Selon le recensement général de la population et de l'habitation (RGPH4) de l'institut national de la statistique et de l'analyse économique (INSAE) au Bénin en 2013, la population de Kandi II s'élève à 21 300 habitants  dont 10 635 hommes  et 10 665 femmes.

## Galerie

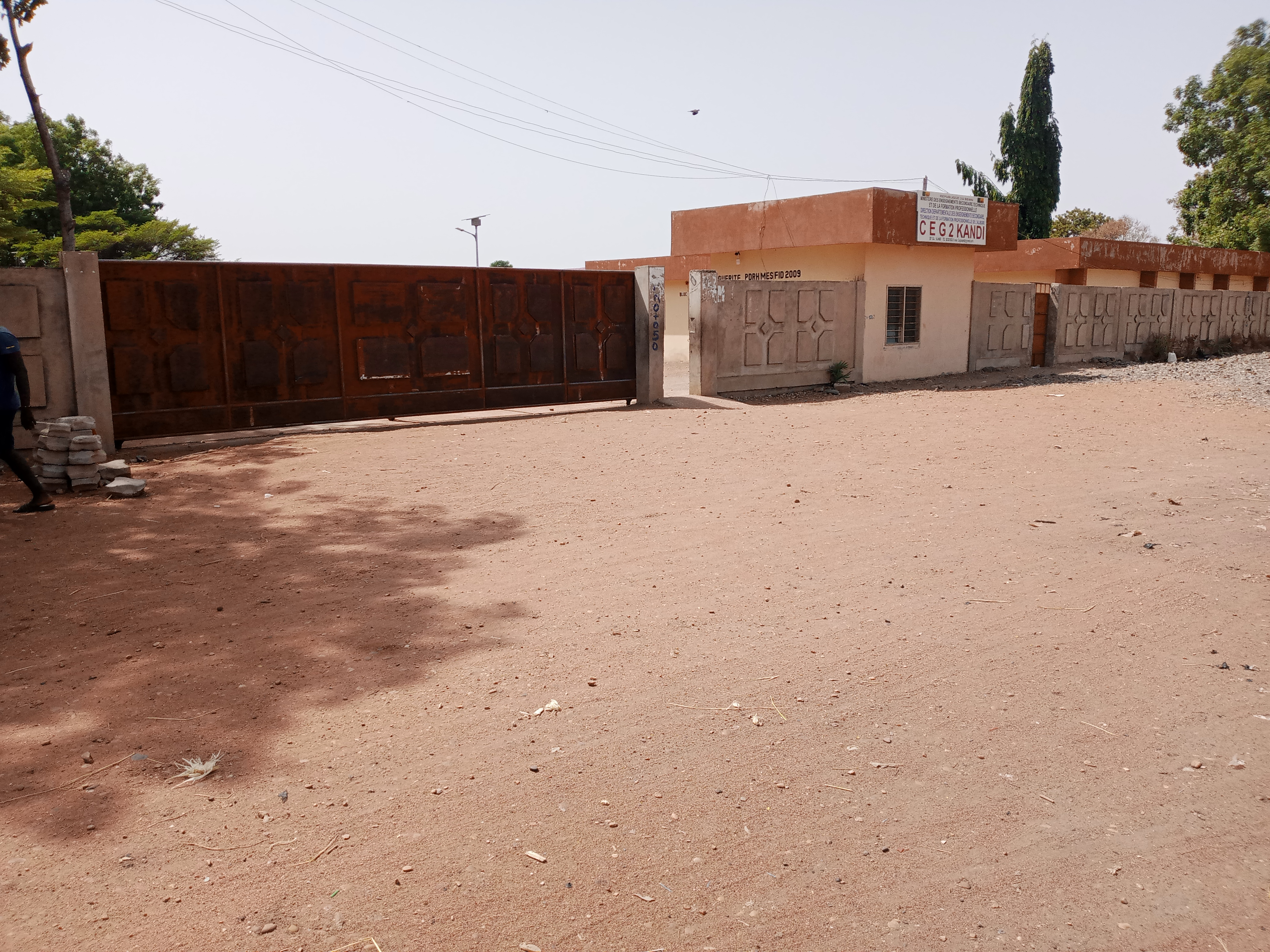
Le CEG 2 de Kandi
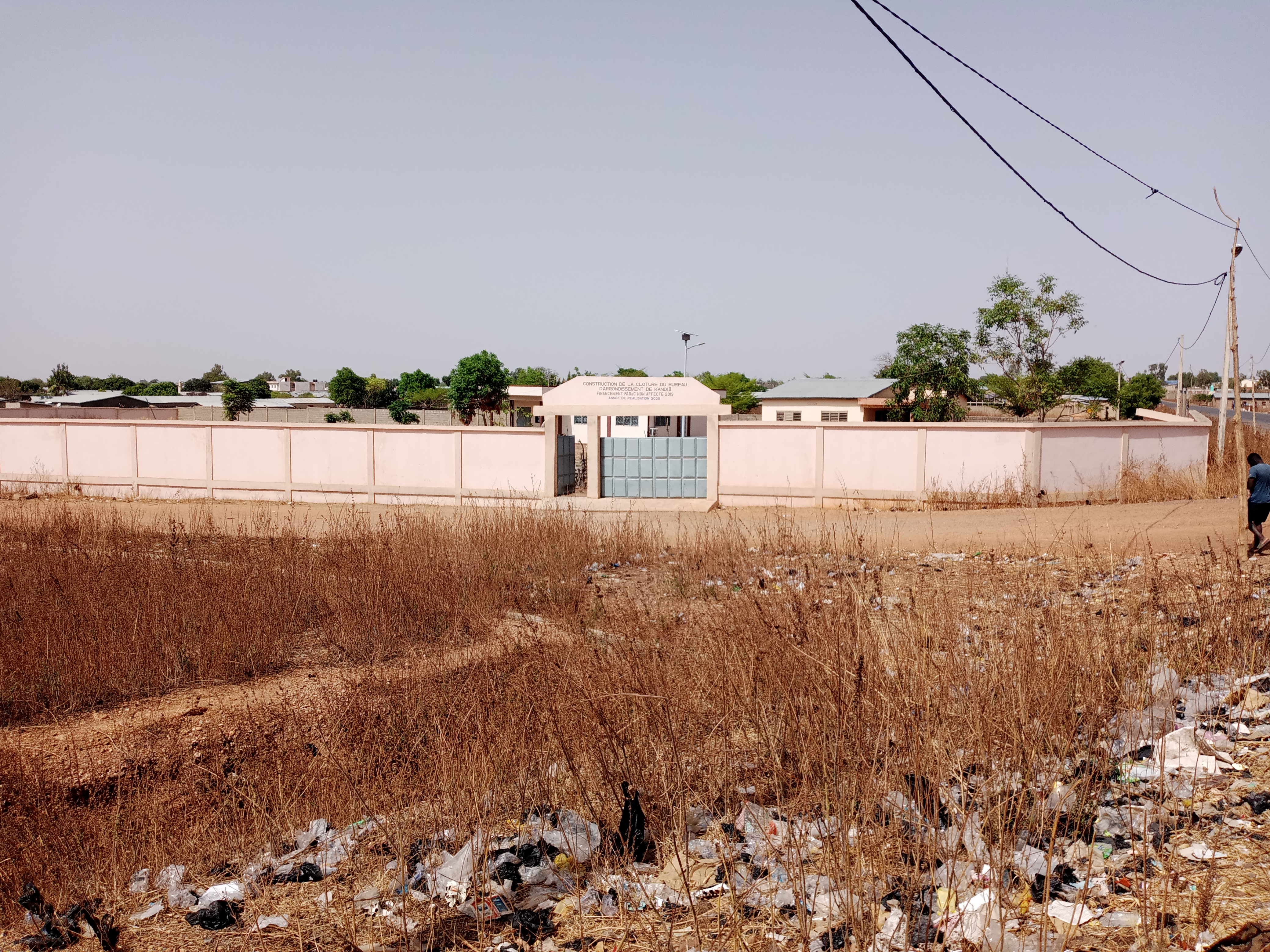
Bureau d'arrondissement de Kandi 2 (de loin)
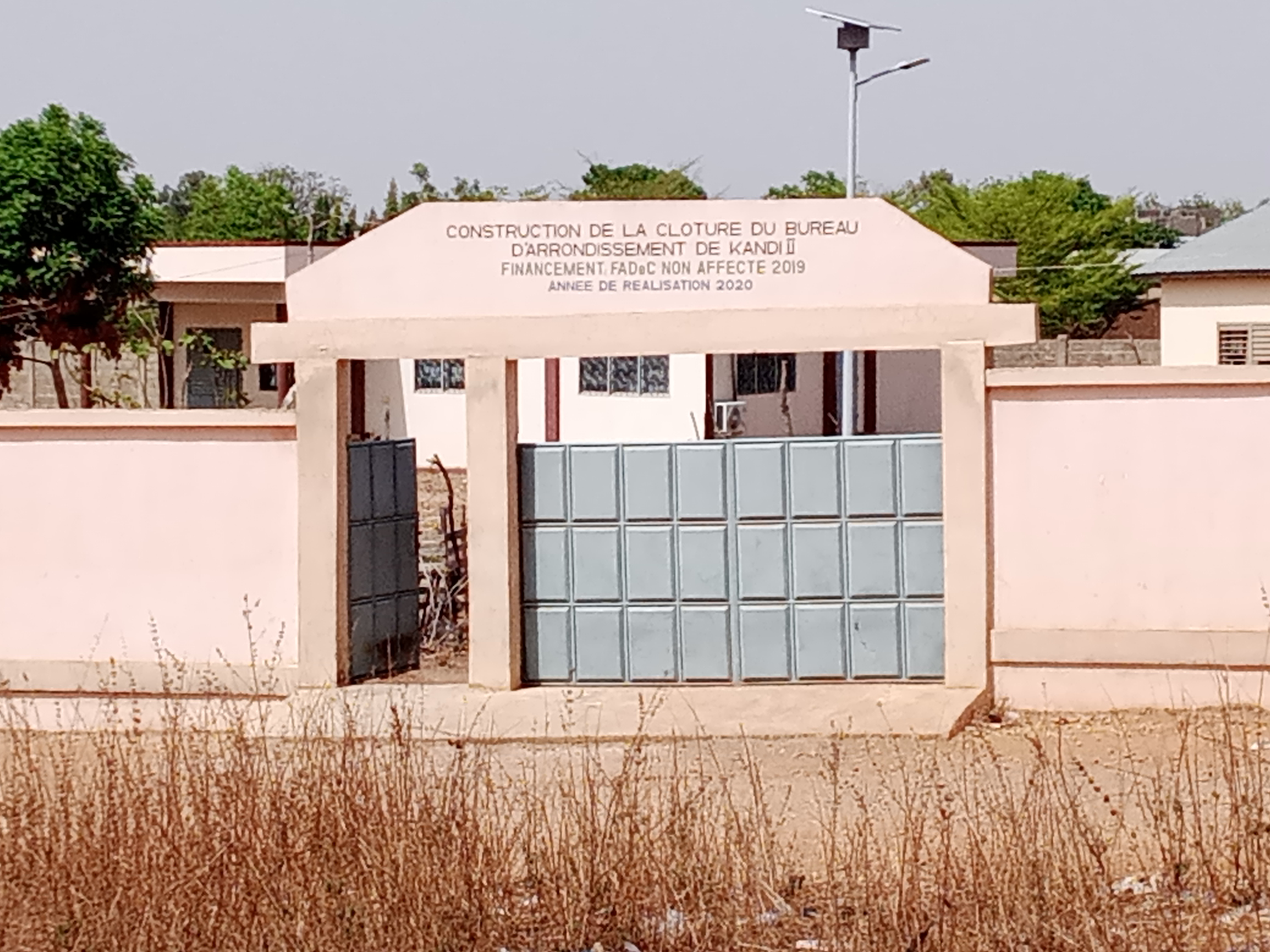
Bureau d'arrondissement de Kandi 2 (face)
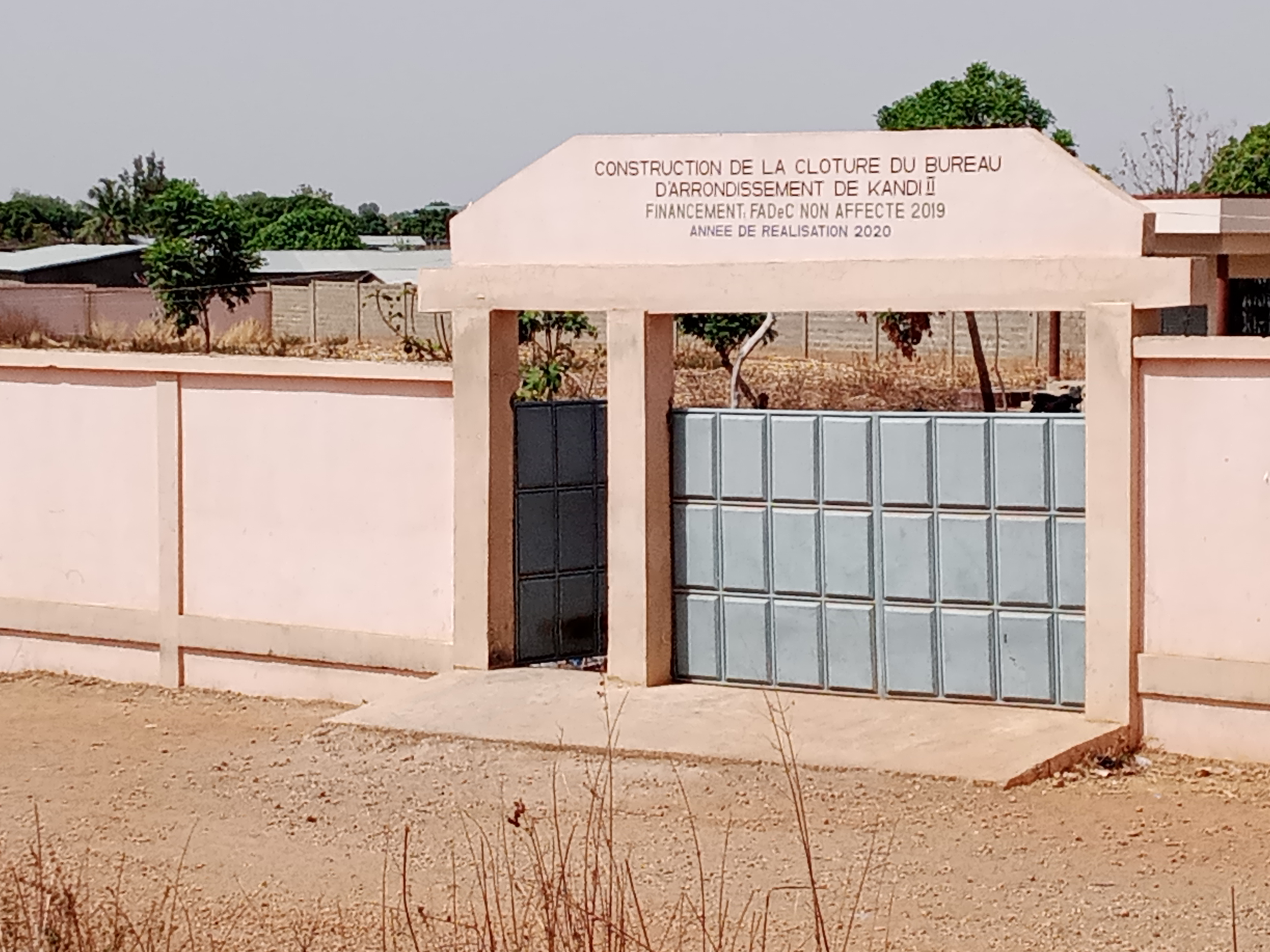
Bureau d'arrondissement de Kandi 2